# پش‌آباد
په شاوه (پشاباد) ، روستایی از توابع بخش مرکزی شهرستان کامیاران در استان کردستان ایران است. در شمال غربی شهرستان کامیارن قرار گرفته‌است.

این روستا در دهستان ژاورود قرار دارد و براساس سرشماری مرکز آمار ایران در سال ۱۳۸۵، جمعیت آن ۵۶۲ نفر (۱۳۲خانوار) بوده‌است.